# Uspallata
Uspallata est une ville de la province de Mendoza, en Argentine, située dans le
département de Las Heras.

## Situation
Elle est située sur le río Mendoza et les arroyos San Alberto et Uspallata.

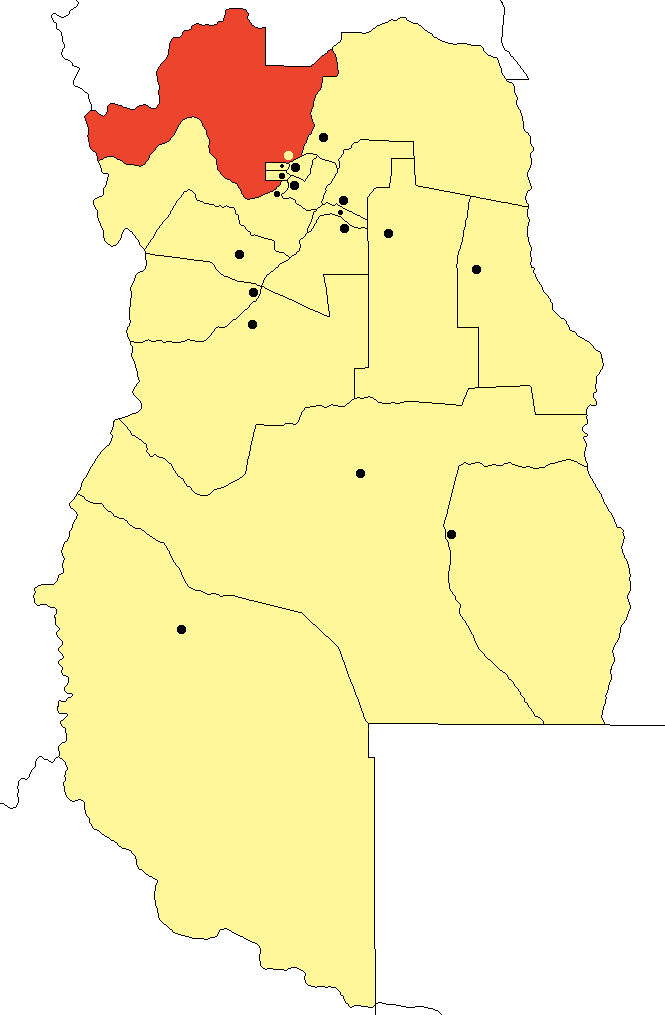
Localisation de la ville dans la province

La ville est proche de la frontière chilienne, sur la route nationale 7 qui la relie à la ville de Mendoza, la capitale de la province, dont elle est distante de quelque 100 km. Elle est aussi le point de départ (km 0) de la route nationale 149 qui la relie avec les localités andines de Barreal, Tamberías et Calingasta, dans la province de San Juan.

## Population
Sa population s'élevait à 3 437 habitants en 2001, en augmentation de 17,2 % par rapport aux 2 932 habitants de 1991.

## Tourisme
C'est une des plus grandes localités proches de l'Aconcagua et du parc provincial de l'Aconcagua. Elle est aussi très proche de l'ancien site minier de Paramillos de Uspallata et de Las Cuevas, par où l'on accède au monument du Christ Rédempteur des Andes.

### Liens externes

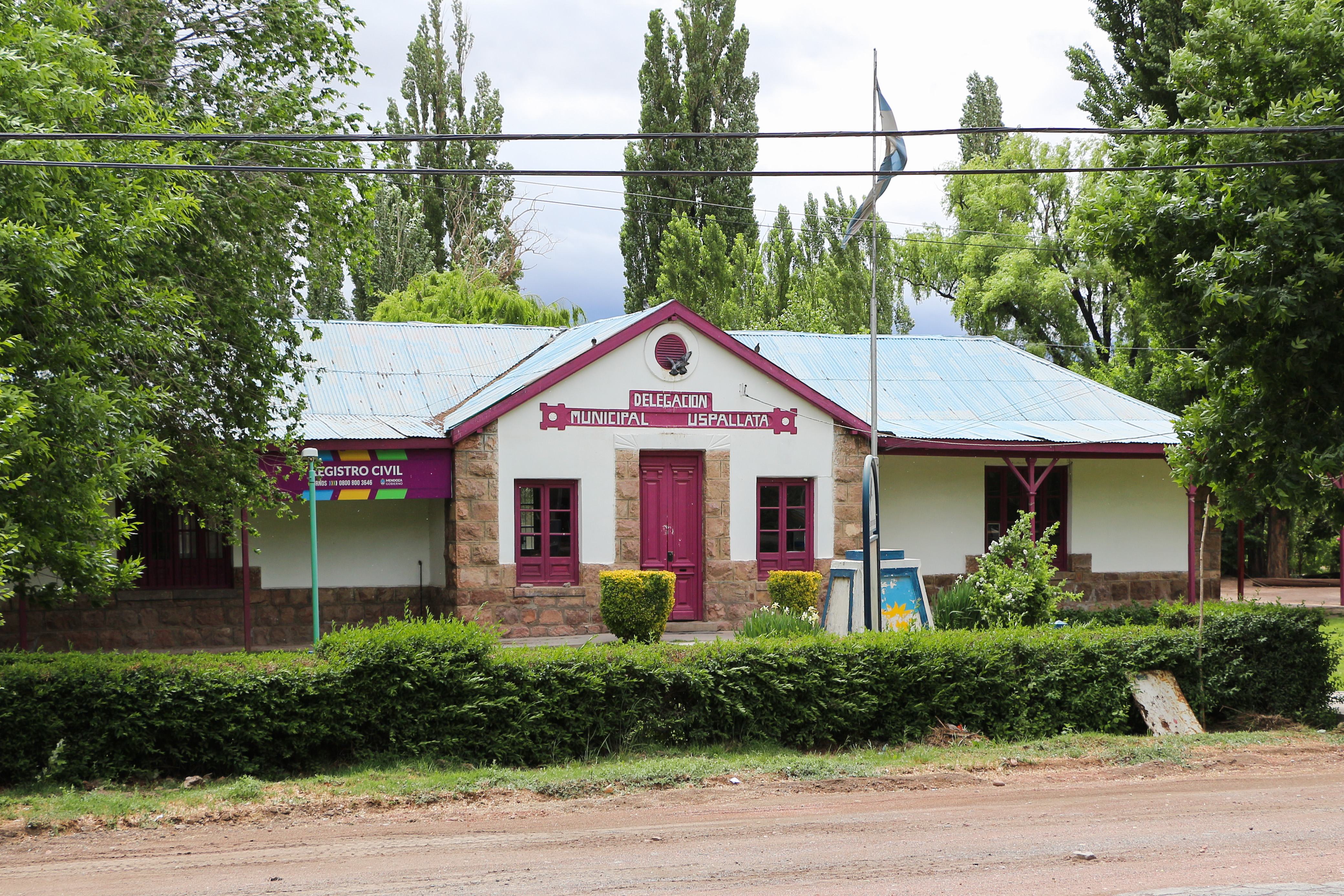
Maison de la délégation municipale de Uspallata.